# Bob Vroman
Bob Vroman (né le 5 août 1948 à Omaha dans l'État du Nebraska aux États-Unis) est un joueur de hockey sur glace. Il évolue au poste de gardien de but.

## Carrière
Il commence sa carrière à l’Université du Wisconsin en 1969-1970.
L’année suivante, il signe un contrat avec les Jets de Johnstown en Eastern Hockey League (EHL).
En 1971-1972, il évolue toujours pour les Jets mais est appelé pour 7 matchs par le club parent des Kings de Springfield en Ligue américaine de hockey (LAH).
Il dispute la saison suivante avec les Kings.
En 1973-1974, il débute avec les Six-Guns d'Albuquerque en Ligue centrale de hockey (LCH), mais est échangé aux Buckaroos de Portland évoluant en Western Hockey League(WHL). A la fin de la saison, il abandonne la carrière de sportif professionnel.
Il joue encore avec les Buckaroos de Portland dans un championnat amateur lors de la saison 1975-1976, la North Western Hockey League.

## Statistiques
Pour les significations des abréviations, voir statistiques du hockey sur glace.

| Saison    | Équipe                  | Ligue |                            | Saison régulière           | Saison régulière           | Saison régulière           | Saison régulière           | Saison régulière           | Saison régulière           | Saison régulière           | Saison régulière           | Saison régulière           | Saison régulière           |                            | Séries éliminatoires       | Séries éliminatoires       | Séries éliminatoires       | Séries éliminatoires       | Séries éliminatoires       | Séries éliminatoires       | Séries éliminatoires       | Séries éliminatoires       | Séries éliminatoires |
| Saison    | Équipe                  | Ligue | PJ                         | V                          | D                          | Pr/N                       | Min                        | BC                         | Moy                        | % Arr                      | Bl                         | Pun                        | PJ                         | V                          | D                          | Min                        | BC                         | Moy                        | % Arr                      | Bl                         | Pun                        |                            |                      |
| 1969-1970 | Université du Wisconsin | WCHA  | Statistiques indisponibles | Statistiques indisponibles | Statistiques indisponibles | Statistiques indisponibles | Statistiques indisponibles | Statistiques indisponibles | Statistiques indisponibles | Statistiques indisponibles | Statistiques indisponibles | Statistiques indisponibles | Statistiques indisponibles | Statistiques indisponibles | Statistiques indisponibles | Statistiques indisponibles | Statistiques indisponibles | Statistiques indisponibles | Statistiques indisponibles | Statistiques indisponibles | Statistiques indisponibles | Statistiques indisponibles |                      |
| 1970-1971 | Jets de Johnstown       | EHL   | 39                         |                            |                            |                            |                            |                            |                            |                            |                            | 0                          | -                          | -                          | -                          | -                          | -                          | -                          | -                          | -                          | -                          |                            |                      |
| 1971-1972 | Kings de Springfield    | LAH   | 7                          |                            |                            |                            | 420                        | 29                         | 4,14                       |                            | 0                          | 2                          | -                          | -                          | -                          | -                          | -                          | -                          | -                          | -                          | -                          |                            |                      |
| 1971-1972 | Jets de Johnstown       | EHL   | 66                         |                            |                            |                            |                            | 224                        | 3,38                       |                            | 3                          | 0                          | 11                         |                            |                            |                            |                            |                            |                            |                            | 0                          |                            |                      |
| 1972-1973 | Kings de Springfield    | LAH   | 30                         |                            |                            |                            | 1 521                      | 122                        | 4,81                       |                            | 0                          | 8                          | -                          | -                          | -                          | -                          | -                          | -                          | -                          | -                          | -                          |                            |                      |
| 1973-1974 | Six-Guns d'Albuquerque  | LCH   | 1                          |                            |                            |                            |                            |                            |                            |                            |                            | 0                          | -                          | -                          | -                          | -                          | -                          | -                          | -                          | -                          | -                          |                            |                      |
| 1973-1974 | Buckaroos de Portland   | WHL   | 11                         |                            |                            |                            | 483                        | 35                         | 4,35                       | 0,862                      | 0                          | 0                          | 5                          |                            |                            |                            |                            |                            |                            |                            | 0                          |                            |                      |
| 1975-1976 | Buckaroos de Portland   | NWHL  | Statistiques indisponibles | Statistiques indisponibles | Statistiques indisponibles | Statistiques indisponibles | Statistiques indisponibles | Statistiques indisponibles | Statistiques indisponibles | Statistiques indisponibles | Statistiques indisponibles | Statistiques indisponibles | Statistiques indisponibles | Statistiques indisponibles | Statistiques indisponibles | Statistiques indisponibles | Statistiques indisponibles | Statistiques indisponibles | Statistiques indisponibles | Statistiques indisponibles | Statistiques indisponibles | Statistiques indisponibles |                      |